# Gran Premio di Monaco 1929
Il Gran Premio di Monaco 1929 fu una gara motoristica disputata il 14 aprile giugno 1929 sul Circuito di Monte Carlo, il primo gran premio corso sulle strade del principato.
Fu organizzato dal'imprenditore Antony Noghès, che aveva fondato con degli amici l'Automobile Club de Monaco e di cui era il presidente, e fu sostenuta dal principe Luigi II di Monaco e dal pilota monegasco Louis Chiron, seppur quest'ultimo abbia deciso di non parteciparvi.

## Piloti e scuderie
| Nº | Pilota                  | Costruttore      | Telaio            |
| -- | ----------------------- | ---------------- | ----------------- |
| 2  | René Lamy               | Bugatti          | Bugatti T35C      |
| 4  | Philippe Étancelin      | Bugatti          | Bugatti T37A      |
| 6  | Christian Dauvergne     | Bugatti          | Bugatti T35C      |
| 8  | Marcel Lehoux           | Bugatti          | Bugatti T35C      |
| 10 | Guglielmo Sandri        | Maserati         | Maserati 26       |
| 12 | William Grover-Williams | Bugatti          | Bugatti T35B      |
| 14 | Georges Philippe        | Bugatti          | Bugatti T35C      |
| 16 | Goffredo Zehender       | Alfa Romeo       | Alfa Romeo 6C     |
| 18 | Georges Bouriano        | Bugatti          | Bugatti T35C      |
| 20 | Jan Bychawski           | Bugatti          | Bugatti T35       |
| 22 | Raoul de Rovin          | Delage           | Delage 15S8       |
| 24 | Louis Rigal             | Alfa Romeo       | Alfa Romeo 6C     |
| 26 | Diego de Sterlich       | Maserati         | Maserati 8C       |
| 28 | René Dreyfus            | Bugatti          | Bugatti T37A      |
| 30 | Mario Lepori            | Bugatti          | Bugatti T35C      |
| 32 | Michel Doré             | Corre La Licorne | Corre La Licorne  |
| 34 | Rudolf Caracciola       | Mercedes-Benz    | Mercedes-Benz SSK |
| 36 | Albert Perrot           | Alfa Romeo       | Alfa Romeo 6C     |
| 38 | Pietro Ghersi           | Alfa Romeo       | Alfa Romeo 6C     |
| 40 | Hans Stuck              | Austro-Daimler   | ADM-R 3.0         |

## Risultati

### Griglia di partenza
La griglia di partenza fu decisa tramite sorteggio. Philippe Étancelin estrasse la pole position.
|         | Interno             | Centro                | Esterno                  |
| ------- | ------------------- | --------------------- | ------------------------ |
| 1a fila | Étancelin Bugatti   | Dauvergne Bugatti     | Lehoux Bugatti           |
| 2a fila | Sandri Maserati     | Williams Bugatti      | Philippe Bugatti         |
| 3a fila | Zehender Alfa Romeo | Bouriano Bugatti      | de Rovin Delage          |
| 4a fila | Rigal Alfa Romeo    | de Sterlich Maserati  | Dreyfus Bugatti          |
| 5a fila | Lepori Bugatti      | Doré Corre La Licorne | Caracciola Mercedes-Benz |
| 6a fila | Perrot Alfa Romeo   | ×                     | ×                        |

### Gara
| Pos | Nº | Pilota                  | Costruttore       | Giri | Tempo                | Griglia |
| --- | -- | ----------------------- | ----------------- | ---- | -------------------- | ------- |
| 1   | 12 | William Grover-Williams | Bugatti T35B      | 100  | 3:56:11.0            | 5       |
| 2   | 18 | Georges Bouriano        | Bugatti T35C      | 100  | + 1:17.8             | 8       |
| 3   | 34 | Rudolf Caracciola       | Mercedes-Benz SSK | 100  | + 2:22.6             | 15      |
| 4   | 14 | Georges Philippe        | Bugatti T35C      | 99   | + 1 giro             | 6       |
| 5   | 28 | René Dreyfus            | Bugatti T37A      | 97   | + 3 giri             | 12      |
| 6   | 4  | Philippe Étancelin      | Bugatti T35C      | 96   | + 4 giri             | 1       |
| 7   | 30 | Mario Lepori            | Bugatti T35C      | 94   | + 6 giri             | 13      |
| 8   | 32 | Michel Doré             | Corre La Licorne  | 89   | + 11 giri            | 14      |
| 9   | 24 | Louis Rigal             | Alfa Romeo 6C     | 87   | + 13 giri            | 10      |
| Rit | 22 | Raoul de Rovin          | Delage 15S8       | 80   | Incidente            | 9       |
| Rit | 16 | Goffredo Zehender       | Alfa Romeo 6C     | 55   | Meccanica            | 7       |
| Rit | 6  | Christian Dauvergne     | Bugatti T35C      | 46   | Meccanica            | 2       |
| Rit | 10 | Guglielmo Sandri        | Maserati 8C       | 41   | Meccanica            | 4       |
| Rit | 36 | Albert Perrot           | Alfa Romeo 6C     | 18   | Perdita di una ruota | 16      |
| Rit | 26 | Diego de Sterlich       | Maserati 8C       | 16   | Meccanica            | 11      |
| Rit | 8  | Marcel Lehoux           | Bugatti T35C      | 7    | Trasmissione         | 3       |